# Drosophila atalaia
Drosophila atalaia är en tvåvingeart som beskrevs av Vilela och Sene 1982. Drosophila atalaia ingår i släktet Drosophila och familjen daggflugor. Artens är endemisk för Brasilien.
D. atalaia är mycket närbesläktad med Drosophila machalilla och tillsammans utgör de artgruppen Drosophila atalaia.